# Сингх, Шебби
Сербегет «Шебби» Сингх (20 августа 1960 — 12 января 2022) — малайзийский профессиональный футболист, игравший на позиции защитника. После ухода со спорта работал тренером, а также спортивным телеведущим. Он был глобальным советником «Блэкберн Роверс» в сезоне 2012/13.

## Игровая карьера
Сингх начал свою футбольную карьеру в «Джохоре», а затем в 1983 году переехал в Куала-Лумпур. Его отстранили от футбола на год за, якобы, переезд без разрешения. Значительную часть карьеры провёл в «Куала-Лумпур ФА» и входил в состав команды, которая выигрывала Кубок Малайзии три раза подряд с 1987 по 1989 год. Он также играл за «Паханг» и «Негери-Сембилан», завершил свою карьеру в «Пераке» в 1996 году.
Он девять лет играл за сборную Малайзии, в том числе участвовал в трёх розыгрышах Азиатских игр: в 1982, 1986 и 1990 годах — а также был чемпионом Игр Юго-Восточной Азии 1989 года.
Его карьера в клубном футболе длилась 18 лет, с 1978 по 1996 год. Он выиграл все внутренние турниры, включая Кубок Малайзии, Кубок лиги Малайзии и чемпионат страны.

## Тренерская и медийная карьера
В 2006 году Сингх тренировал футбольную команду для малайзийского реалити-шоу MyTeam. Команда в основном состояла из малайзийских футболистов-любителей.
В 2007 году Сингх был назначен техническим советником клуба Суперлиги Малайзии ТМФК. Он также некоторое время работал исполняющим обязанности главного тренера клуба после увольнения Ирфана Бакти Абу Салима.
Сингх выступал в качестве футбольного аналитика на телевидении.

## «Блэкберн Роверс»
18 июня 2012 года руководство «Блэкберн Роверс» назначило Сингха глобальным советником клуба. 29 декабря 2012 года он принял участие в спортивной программе 6-0-6 на BBC Radio 5 Live. Он подтвердил ведущим, что тренер клуба Стив Кин на самом деле сам ушёл из клуба, а не был уволен, как сообщала пресса. Сингх также назвал назначение на пост Хеннинга Берга «ошибкой, о которой он сожалел». Берг тренировал клуб лишь на протяжении десяти туров.
Сингх опроверг сообщения о том, что он сам станет тренером, и заявил, что следующим тренером клуба будет человек с опытом, исключив кандидатуру шотландца Кевина Макдональда. Несмотря на это, новым тренером клуба был назначен наставник «Блэкпула» Майкл Эпплтон, который не имел богатого тренерского опыта, это назначение вызвало резкую критику со стороны болельщиков «Блэкберна».
Сингх сыграл важную роль в увольнении Эпплтона, который проработал на своей должности 67 дней (на десять дней больше, чем его предшественник Хеннинг Берг). Эти тренерские перестановки привели к дальнейшему падению его популярности среди болельщиков «Блэкберна». В одной из статей The Independent его обвинили в том, что он «был у руля нелепого спада клуба». Сингх не вернулся в клуб после трёх месяцев отпуска, он ненадолго прибыл в расположение клуба, чтобы уладить все формальности увольнения Эпплтона, с которым он лично даже не виделся.

## Смерть
Сингх умер 12 января 2022 года в возрасте 61 года. Согласно Bernama, он потерял сознание из-за одышки во время езды на велосипеде в Искандар Путери, Джохор. В ходе вскрытия выявили закупорку трёх коронарных артерий. Футболист Закуан Адха сказал, что видел Сингха непосредственно перед смертью. Он сказал, что Сингх выглядел «усталым» и «бледным», хотя только что начал поездку на велосипеде. Сингх был кремирован в Шамшан Бхуми Холле, Куала-Лумпур.